# Rimă
Rima reprezintă identitatea sunetelor la sfârșitul a două sau mai multe versuri, începând cu ultima vocală accentuată. Constă în a face să coincidă (fonic) silabele de la sfârșitul a două sau mai multe versuri. Această potrivire începe cu ultima vocală accentuată. Când rima este imperfectă, ea poarta numele de asonanță. În această situație, se potrivesc ultimele vocale ale versurilor și, aproximativ, consoanele. Considerată, în literatura cultă drept o licență poetică, în poezia populară, asonanța este foarte des întâlnită. Rimele sunt de mai multe tipuri: îmbrățișată, împerecheată, încrucișată, monorimă.

## Tipuri de rimă
- Rimă împerecheată - apare atunci când versurile rimează două câte două - primul cu al doilea, al treilea cu al patrulea ș.a.m.d.

(1-2, 3-4, 5-6, 7-8)
- Rimă încrucișată - apare atunci când primul vers al unui catren rimează cu al treilea, iar al doilea rimează cu al patrulea.

(1-3, 2-4, 5-7, 6-8)
- Rimă îmbrățișată - rimează primul vers cu al patrulea și al doilea cu al treilea. Este un tip de rimă mai rar folosit de poeți. Apare la primele două strofe din sonet.

(1-4, 2-3, 5-8, 6-7)
- Monorimă - constă într-o rimă ce apare succesiv la mai multe versuri și este specifică poeziei populare.

(1-2-3-4, 5-6-7-8)
- Rimă albă sau rimă variată - în poeziile contemporane.

(fără rimă)
- Rimă imperfectă - apare atunci când rimele alternează.

(1-2, 3-6, 4-5)
| Rima împerecheată - a - a - b - b | Rima încrucișată - a - b - a - b | Rima îmbrățișată - a - b - b - a | Monorima - a - a - a - a | Rima albă - a - b - c - d |

## Funcțiile rimei
- metrică (parte componentă a metrului ce determină ritmul poetic);
- eufonică (valoare sonoră, muzicală);
- organizatorică (determină organizarea textului în strofe);
- semantică (accentuează sensul versurilor);
- estetică (sensibilizează receptorul).

Pentru mulți, rima este sinonimă cu poezia, fiindcă rima, combinată cu ritmul, este cea care da muzicalitate poeziei. Rima este cea care grupează versurile în strofe, indicând și sfârșitul versurilor. De cele mai multe ori, cuvântul rimă este și cel mai important din versul respectiv.
După silaba accentuată din rimă, aceasta poate fi simplă sau complexă. Rima simplă poate fi masculină, atunci când accentul cade pe ultima silabă, sau feminină, atunci când accentul pică pe penultima silabă.
Rimele mai pot fi clasificate după părțile de vorbire care rimează.
De exemplu în poezia „Lacul” de Mihai Eminescu:
„Lacul codrilor albastru
Nuferi galbeni îl încarcă
Tresărind în cercuri albe,
El cutremură o barcă.”
„Încarcă” este verb, iar „barcă” este substantiv. Rima se numește rară și evidențiază dinamismul tabloului descris.
Alt exemplu ar fi poezia „Iarna” de Vasile Alecsandri:
„Din văzduh cumplita iarnă cerne norii de zăpadă,/
Lungi troiene călătoare adunate-n cer grămadă;”
Substantivul „zăpadă” rimează cu adverbul „grămadă”. Această rimă sugerează un tablou static, dar expresiv.

## Legături externe
- „rimă” la DEX online
- Rime pentru „rimă” la dexonline.net
- Rimeaza.ro
- https://explicativ.ro/c/rime/

1. ↑  „rimă”, Wikționar, 14 mai 2017, accesat în 4 martie 2022